# Saxifraga elliptica
Saxifraga elliptica är en stenbräckeväxtart som beskrevs av Adolf Engler och Irmsch.. Saxifraga elliptica ingår i Bräckesläktet som ingår i familjen stenbräckeväxter. Inga underarter finns listade i Catalogue of Life.